# Meloidogyne enterolobii
Meloidogyne enterolobii — вид нематод родини гетеродерових (Heteroderidae).

## Поширення
Вперше вид виявлений у 1983 році в Китаї на корінні дерева Enterolobium contortisiliquum. Згодом виявлений в Африці, Північній та Південній Америці. Є небезпечним шкідником таких сільськогосподарських культур як баклажани (Solanum melongena), болгарський перець (Capsicum annuum), соя (Glycine max), батат (Ipomoea batatas), тютюн (Nicotiana tabacum), помідор (Lycopersicon esculentum), кавун (Citrullus lanatus).